# 2003 في ألمانيا
أحداث عام 2003م في ألمانيا  

## مناصب
- رئيس ألمانيا، يوهانس راو
- مستشار الاتحاد الألماني، غيرهارد شرودر

## أحداث
- 27 مارس : قضية وفاة إرميا دوغان
- 2 يوليو: اطلاق النار في كوبورغ
- 14 يوليو :  حادث على الطريق الاتحادي السريع 5

## انتخابات
- انتخابات ولاية بافاريا، 2003
- انتخابات ولاية بريمن، 2003
- انتخابات ولاية هيسن، 2003
- انتخابات ولاية ساكسونيا السفلى، 2003

## رياضة
- بطولة 2003 للرجال الأوروبية للكرة الطائرة
- الدوري الألماني لكرة القدم 2002–03
- 2002-03 2. الدوري الألماني
- موسم هوكي الجليد للدوري الألماني
- 2003 سباق الجائزة الكبرى الأوروبي
- جائزة ألمانيا الكبرى 2003
- جائزة ألمانيا الكبرى للدراجات النارية 2003
- 2003 بي أم دبليو المفتوحة

## وفايات
- 28 مارس - لودفيغ إليسبت، مهندس ألماني (ولد في 1913)
- 18 أبريل - رودولف برونايمر، لاعب كرة قدم ألماني (ولد في 1941)
- 5 يونيو - يورغين موليمان، سياسي ألماني (ولد في 1945)
- 23 نوفمبر - لوثار إمريش، لاعب كرة قدم ألماني (ولد في 1941)